# Segunda División 2019 (Uruguay)
Het seizoen 2019 van de Segunda División was het 78e seizoen van deze Uruguayaanse voetbalcompetitie op het tweede niveau. De competitie begon op 4 mei en eindigde op 14 december 2019.

## Teams
Er namen twaalf ploegen deel aan de Segunda División tijdens het seizoen 2019. Twee ploegen waren vorig seizoen vanuit de Primera División gedegradeerd (CA Torque en CA Atenas), negen ploegen wisten zich vorig seizoen te handhaven op dit niveau en CA Bella Vista promoveerde vanuit de Segunda División B.
Zij kwamen in de plaats voor de gepromoveerde Cerro Largo FC (kampioen), CA Juventud (tweede) en Club Plaza Colonia de Deportes (derde). CS Miramar Misiones en Club Oriental de Football degradeerden vorig seizoen naar het derde niveau.
Vorig seizoen was CCyD El Tanque Sisley gedegradeerd uit de Primera División, maar zij namen niet deel aan de Segunda División wegens een te hoge schuldenlast.
| Club                     | Stad       | Stadion                                           | Capaciteit | Vorig seizoen      |
| ------------------------ | ---------- | ------------------------------------------------- | ---------- | ------------------ |
| Albion FC                | Montevideo | Estadio Parque Doctor Enrique Falco Lichtemberger | 2.000      | 11e                |
| CA Atenas                | San Carlos | Estadio Ateniense                                 | 6.000      | 13e (1ª)           |
| CA Bella Vista           | Montevideo | Estadio José Nasazzi                              | 5.002      | 1e (2ªA)           |
| Central Español FC       | Montevideo | Estadio Parque Palermo                            | 6.500      | 9e                 |
| CS Cerrito               | Montevideo | Estadio Parque Maracaná                           | 8.000      | 4e                 |
| Club Deportivo Maldonado | Maldonado  | Estadio Domingo Burgueño                          | 25.000     | 6e                 |
| CCyD El Tanque Sisley    | Montevideo | Nam geen deel dit seizoen                         |            | Geen deelname (1ª) |
| CA Rentistas             | Montevideo | Estadio Complejo Rentistas                        | 10.600     | 12e                |
| IA Sud América           | Montevideo | Estadio Parque Carlos Ángel Fossa                 | 6.000      | 8e                 |
| Tacuarembó FC            | Tacuarembó | Estadio Ingeniero Raúl Saturnino Goyenola         | 8.000      | 7e                 |
| CA Torque                | Montevideo | Estadio Centenario                                | 65.235     | 11e (1ª)           |
| CSD Villa Española       | Montevideo | Estadio Obdulio Varela                            | 8.000      | 10e                |
| CA Villa Teresa          | Montevideo | Estadio Parque Abraham Paladino                   | 5.400      | 5e                 |

## Competitie-opzet
De competitie werd gespeeld van 4 mei tot en met 14 december 2019. Alle ploegen speelden tweemaal tegen elkaar. De nummers één en twee promoveerden naar de Primera División. De nummers drie tot en met zes kwalificeerden zich voor de play-offs, waarin werd gestreden om de derde promotieplaats. Oorspronkelijk was het voorstel dat de nummers één tot en met drie allemaal rechtstreeks zouden promoveren, maar na een tegenvoorstel werd er gestemd over de exacte competitieformule; deze stemming bepaalde dat de derde promotieplaats werd bepaald middels play-offs.
De eerste competitiehelft liep tot en met 21 juli. Daarin waren Club Deportivo Maldonado en CA Rentistas de beste ploegen met respectievelijk 24 en 23 punten. De degradanten CA Torque en CA Atenas volgden op plek drie en vier. CA Bella Vista bezette de een-na-laatste plek, enkel Central Español FC deed het halverwege slechter dan de promovendus.
De terugronde van de competitie, die op 10 augustus begon, zag een opleving van Torque. De degradant behaalde in de tweede competitiehelft de hoogste score (24 punten) en wist zo de eerste plaats te bemachtigen. Deportivo Maldonado verloor dus de koppositie, maar eindigde wel als tweede in de eindstand, voldoende voor directe promotie naar de Primera División. Opmerkelijk was het optreden van Central Español in deze competitiehelft: de Palermitanos behaalde in de laatste elf wedstrijden 19 punten (het op twee na hoogste aantal) en wisten daarmee de rode lantaarn te vermijden. Atenas speelde daarentegen weer niet zo sterk in de terugronde; ze eindigden uiteindelijk op de zevende plaats (onvoldoende voor de play-offs) en zouden dus in tegenstelling tot Torque niet direct terugkeren naar het hoogste niveau.
De play-offs werden gespeeld tussen de nummers drie tot en met zes: Rentistas, CSD Villa Española, CS Cerrito en IA Sud América. De eindstand van het reguliere seizoen werd weerspiegeld in de nacompetitie, waarin nummer drie Rentistas de finale won van Villa Española, de nummer vier.
Torque keerde na één seizoen afwezigheid weer terug op het hoogste niveau. Voor Rentistas was het van het seizoen 2015/2016 geleden dat ze nog in de Primera División speelden. Deportivo Maldonado beëindigde een vijftienjarig verblijf op het tweede niveau en zou volgend seizoen voor het eerst sinds 2004 weer in de Primera División spelen.

### Eindstand
|     | Club                     | Sp. | W  | G | V  | Pnt. | DV | DT | DS  |
| --- | ------------------------ | --- | -- | - | -- | ---- | -- | -- | --- |
| 1.  | CA Torque                | 22  | 12 | 7 | 3  | 43   | 28 | 14 | +14 |
| 2.  | Club Deportivo Maldonado | 22  | 12 | 4 | 6  | 40   | 30 | 20 | +10 |
| 3.  | CA Rentistas             | 22  | 11 | 6 | 5  | 39   | 28 | 19 | +9  |
| 4.  | CSD Villa Española       | 22  | 10 | 6 | 6  | 36   | 30 | 25 | +5  |
| 5.  | CS Cerrito               | 22  | 8  | 6 | 8  | 30   | 26 | 23 | +3  |
| 6.  | IA Sud América           | 22  | 8  | 6 | 8  | 30   | 16 | 17 | –1  |
| 7.  | CA Atenas                | 28  | 8  | 5 | 9  | 29   | 30 | 27 | +3  |
| 8.  | CA Villa Teresa          | 22  | 8  | 4 | 10 | 28   | 24 | 27 | –3  |
| 9.  | Albion FC                | 22  | 7  | 6 | 9  | 27   | 21 | 28 | –7  |
| 10. | Central Español FC       | 22  | 6  | 6 | 10 | 24   | 18 | 25 | –7  |
| 11. | CA Bella Vista           | 22  | 6  | 2 | 14 | 20   | 23 | 40 | –17 |
| 12. | Tacuarembó FC            | 22  | 5  | 4 | 13 | 19   | 19 | 28 | –9  |

### Legenda
| Kleur | Kwalificatie voor                                |
| ----- | ------------------------------------------------ |
|       | Promotie naar de Primera División                |
|       | Play-offs voor promotie naar de Primera División |

## Play-Offs
De Play-Offs werden gespeeld op 9 en 16 november (halve finales) en op 7 en 14 december 2019 (finale). De ploegen die op de derde tot en met zesde plek waren geëindigd in de competitie namen deel aan de play-offs. De winnaar van deze knock-outwedstrijden promoveerde naar de Primera División.
CA Rentistas, de nummer drie uit de reguliere competitie, won de play-offs en bemachtigde daarmee het laatste ticket voor de Primera División van 2020.

### Wedstrijdschema
|  | Halve finale | Halve finale   | Halve finale | Halve finale | Halve finale |   |             | Finale         | Finale | Finale | Finale | Finale |
|  |              |                |              |              |              |   |             |                |        |        |        |        |
|  | 5            | CS Cerrito     | 0            | 1            | 1            |   |             |                |        |        |        |        |
|  | 4            | Villa Española | 2            | 0            | 2            |   |             |                |        |        |        |        |
|  | 4            | Villa Española | 2            | 0            | 2            |   | 4           | Villa Española | 1      | 0      | 1      |        |
|  |              |                |              |              |              |   | 4           | Villa Española | 1      | 0      | 1      |        |
|  |              | 3              | Rentistas    | 1            | 2            | 3 |             |                |        |        |        |        |
|  | 6            | 3              | Rentistas    | 1            | 2            | 3 | Sud América | 0              | 0      | 0      |        |        |
|  | 6            |                |              |              |              |   | Sud América | 0              | 0      | 0      |        |        |
|  | 3            | Rentistas      | 0            | 4            | 4            |   |             |                |        |        |        |        |

## Topscorers
Maximiliano Callorda van CA Rentistas en Jonathan Soto van CA Villa Teresa deelden de topscorerstitel met 11 doelpunten.
| №  | Speler               | Club               | Goals |
| -- | -------------------- | ------------------ | ----- |
| 1. | Maximiliano Callorda | CA Rentistas       | 11    |
| 1. | Jonathan Soto        | CA Villa Teresa    | 11    |
| 3. | Jhonatan Candia      | CSD Villa Española | 10    |

## Degradatie
Twee ploegen degradeerden naar de Primera División Amateur; dit waren de ploegen die over de laatste twee seizoenen het minste punten hadden verzameld in de competitie (regulier seizoen). Het aantal behaalde punten werd gedeeld door het aantal gespeelde duels, aangezien niet alle ploegen beide seizoenen in de Segunda División speelden.
Omdat CCyD El Tanque Sisley niet deelnam aan de competitie, degradeerden zij automatisch. Hoewel Tacuarembó FC laatste was geworden in de competitie, wisten zij zich te handhaven door hun resultaat vorig seizoen. Promovendus CA Bella Vista kwam uiteindelijk vijf punten tekort in de competitie om hun verblijf in de Segunda División met een jaar te verlengen.
|     | Club                     | Sp. | 2018  | 2019 | Tot. | Gem. |
| --- | ------------------------ | --- | ----- | ---- | ---- | ---- |
| 1.  | CA Torque                | 22  | (1ª)  | 43   | 43   | 1,95 |
| 2.  | Club Deportivo Maldonado | 48  | 35    | 40   | 75   | 1,56 |
| 3.  | CA Rentistas             | 48  | 28    | 38   | 67   | 1,40 |
| 4.  | CS Cerrito               | 48  | 37    | 30   | 67   | 1,40 |
| 5.  | IA Sud América           | 48  | 35    | 30   | 65   | 1,35 |
| 6.  | CSD Villa Española       | 48  | 29    | 36   | 65   | 1,35 |
| 7.  | CA Villa Teresa          | 48  | 36    | 28   | 64   | 1,33 |
| 8.  | CA Atenas                | 22  | (1ª)  | 29   | 29   | 1,32 |
| 9.  | Central Español FC       | 48  | 32    | 24   | 56   | 1,17 |
| 10. | Albion FC                | 48  | 28    | 27   | 55   | 1,15 |
| 11. | Tacuarembó FC            | 48  | 35    | 19   | 54   | 1,13 |
| 12. | CA Bella Vista           | 22  | (2ªB) | 20   | 20   | 0,91 |
| 13. | CCyD El Tanque Sisley    | 0   | (1ª)  | –    | –    | –    |

### Legenda
| Kleur | Degradatie naar               |
| ----- | ----------------------------- |
|       | Primera División Amateur 2020 |